# Свети архијерејски сабор Српске православне цркве
Свети архијерејски сабор Српске православне цркве је највише јерархијско представништво, црквенозаконодавна власт и врховна судска власт у Српској православној цркви.
Предсједник Светог архијерејског сабора је патријарх српски.

## Састав
Свети архијерејски сабор састављају сви епархијски архијереји под предсједништвом патријарха.
Свети архијерејски сабор може доносити пуноважне одлуке, изузев избора архијереја, кад је присутна натполовична већина свих епархијских архијереја. Одлуке доноси једногласно или већином гласова. При једнакој подјели гласова одлучује глас предсједника. У раду Сабора без права одлучивања учествују и викарни епископи, а умировљени епископи по позиву.
Предсједник:
- патријарх српски Порфирије — архиепископ пећки, митрополит београдско-карловачки и патријарх српски и администратор Митрополије загребачко-љубљанске;

Митрополити:
- Хризостом (Јевић) — архиепископ сарајевски, митрополит дабробосански и егзарх све Далмације;
- Јоаникије (Мићовић) — архиепископ цетињски, митрополит црногорско-приморски, зетско-брдски и скендеријски и егзарх свештеног трона пећког;

Епископи:
- Никанор (Богуновић) — епископ банатски;
- Јефрем (Милутиновић) — епископ бањалучки;
- Иринеј (Буловић) — епископ новосадски и бачки, сомборски и сегедински;
- Сергије (Карановић) — епископ бихаћко-петровачки и рмањски;
- Игнатије (Мидић) — епископ пожаревачко-браничевски;
- Методије (Остојић) — епископ будимљанско-никшићки;
- Исихије (Рогић) — епископ ваљевски;
- Пахомије (Гачић) — епископ врањски;
- Герасим (Поповић) — епископ горњокарловачки;
- Никодим (Косовић) — епископ далматински;
- Јустин (Стефановић) — епископ жички;
- Димитрије (Рађеновић) — епископ захумско-херцеговачки и приморски;
- Фотије (Сладојевић) — епископ бијељински и зворничко-тузлански

- Давид (Перовић) — епископ крушевачки;
- Атанасије (Ракита) — епископ милешевски;
- Арсеније (Главчић) — епископ нишки;
- Херувим (Ђермановић) — епископ осјечкопољски и барањски;
- Јован (Ћулибрк) — епископ пакрачко-славонски;
- Теодосије (Шибалић) — епископ рашко-призренски и косовско-метохијски;
- Василије (Вадић) — епископ сремски;
- Иларион (Голубовић) — епископ тимочки;
- Јован (Младеновић) — епископ шумадијски;

Епископи у дијаспори:
- Силуан (Мракић) — епископ Митрополије аустралијско-новозеландске;
- Лонгин (Крчо) — епископ новограчаничко-средњозападноамерички;
- Андреј (Ћилерџић) — епископ аустријско-швајцарски;
- Доситеј (Мотика) — епископ британско-скандинавски

- Лукијан (Пантелић) — епископ будимски и администратор Епархије темишварске;
- Кирило (Бојовић) - епископ буеносајрески и јужно-централноамерички;
- Григорије (Дурић) — епископ диселдорфски и њемачки;
- Максим (Васиљевић) — епископ западноамерички;
- Иринеј (Добријевић) — епископ источноамерички;
- Митрофан (Кодић) — епископ канадски;

Викарни епископи:
- Антоније (Пантелић) — викарни епископ моравички (Архиепископија београдско-карловачка);
- Стефан (Шарић) — викарни епископ ремезијански (Архиепископија београдско-карловачка);
- Јеротеј (Петровић) — викарни епископ топлички (Архиепископија београдско-карловачка);
- Сава (Бундало) — викарни епископ марчански (Архиепископија београдско-карловачка);
- Јустин (Јеремић) — викарни епископ хвостански (Архиепископија београдско-карловачка);
- Дамаскин (Грабеж) — викарни епископ мохачки (Епархија бачка);
- Јован (Станојевић) — викарни епископ хумски (Епархија диселдорфска и њемачка);

Православна охридска архиепископија:
- Јован (Вранишковски) — архиепископ охридски и митрополит скопски и мјестобљуститељ велешко-повардарски;
- Марко (Кимев) — епископ брегалнички и мјестобљуститељ битољски;
- Јоаким (Јовчевски) — епископ полошко-кумановски и мјестобљуститељ дебарско-кичевски;
- Давид (Нинов) — викарни епископ стобијски и мјестобљуститељ струмички.

## Дјелокруг
Свети архијерејски сабор:
- тумачи православно црквено учење, држећи се при томе одредаба које је Православна црква на основу Светог писма и Светог предања утврдила;
- уређује унутрашњу и спољашњу мисију Цркве ради утврђења, одбране и ширења православне вјере и чистоте хришћанског морала; установљава за то потребне органе и оснива потребне заводе, установе и удружења;
- прописује наставни план и програме вјеронауке и стара се о вјерско-моралном васпитању младежи и вјерних;
- прописује квалификације кандидата за све редовне, ванредне и мисионарске црквене службе;
- оснива богословске и монашке школе;
- уређује сва обредна питања према општим црквеним прописима, а у духу православне вјере;
- оснива установе и заводе: за израду црквеног живописа и свих црквених утвари за издавање богослужбених књига, за неговање црквеног појања, као и друге црквене потребе; прописује правила за оснивање црквених музеја, за чување и обнављање црквених старина и споменика;
- канонизује светитеље и прописује службу за њихово светковање;
- објашњава канонскоцрквене прописе, општеобавезне и посебне и издаје њихове зборнике;
- одређује дужности и доноси дисциплинске уредбе за свештенство и остале црквенојерархијске органе и службенике;
- прописује одијело за више и ниже свештенство оба реда;
- прописује црквеносудски поступак за све црквене судове;
- издаје прописе у црквено-брачним пословима;
- доноси правила за живот манастирског и придворног монаштва;
- прописује упутства за исповједничку службу;
- оснива у споразуму са Патријаршијским савјетом установе за сирочад и незбринуту децу свештеника, као и установе за друге васпитне и добротворне сврхе;
- настојава да се однос Цркве и државе и међусобни односи вјера и вјероисповијести у држави правилно и без штете по Православну цркву уреде;
- уређује и води званичну листу кандидата за архијерејски чин и бира између ових достојна лица за епархијске и викарне епископе;
- бира ректоре православних богословија и управнике монашких школа;
- бира у споразуму са патријархом између свештених лица главног секретара Светог архијерејског сабора и Светог архијерејског синода;
- води надзор над радом Светог архијерејског синода;
- прописује правила Синодалног фонда и одобрава његове годишње предрачуне расхода и прихода и завршне рачуне;
- доноси одлуке о разрезу на црквене општине, манастире и епархије у свом дјелокругу у споразуму са Патријаршијским савјетом и стара се у споразуму са Патријаршијским савјетом за подмирење свих потреба Српске православне цркве;
- одобрава правила удружења свештенства мирског и монашког реда, као и свих других удружења која раде на корист Православне цркве и води над овима надзор преко Светог архијерејског синода;
- прописује свој пословник и одобрава пословнике и правила за црквенојерархијске органе;
- рјешава сукобе надлежности између јерархијских и црквеносамоуправних органа;
- суди:
  - у првој и посљедњој инстанци:
    - несугласице између архијереја и Светог архијерејског синода, између архијереја и патријарха;
    - канонске кривице патријарха;

  - у другој и последњој инстанци: све предмете о којима је Свети архијерејски синод у првој инстанци судио;
- ублажава, по молби осуђеног и на образложен предлог надлежног епархијског архијереја, казне изречене од Великог црквеног суда пре њихова извршења, и то: на доживотну забрану свештенодејства, на лишење свештеничког чина и на лишење свештеничког чина са искључењем из црквене заједнице;
- врши и друге послове који му по Уставу и црквеноканонским прописима спадају у надлежност.